# Paus Lando
Lando (Sabina, geboortedatum onbekend - Rome, maart 914) was de 121e paus van juli of augustus 913 tot maart 914. Lando was de zoon van Taino en van Sabijnse afkomst. Zijn verkiezing, zoals die van zijn voorganger paus Anastasius III, gebeurde onder controle van Theofylactus I van Tusculum. Over zijn pontificaat is zeer weinig bekend. Vermoedelijk werd hij vermoord.
Tot de verkiezing van paus Franciscus in 2013 was Lando de laatste paus met een unieke naam en dus zonder nummer - de tegenpausen Theodorik en Albert niet meegerekend. Weliswaar was er in 1978 al een paus met een nieuwe naam verkozen, namelijk paus Johannes Paulus I, maar zijn naam is een samentrekking van de namen van zijn voorgangers (paus Johannes XXIII en Paulus VI). Bovendien had Johannes Paulus I vanaf het begin al het achtervoegsel I (de eerste) achter zijn naam staan.
Cursief: tegenpaus